# Karel August Hennig
Karel August Hennig, psán též Karl Hönnig (1794 Berlín – 3. března 1862 Praha) byl pražský litograf německého původu.

## Život
Narodil se koncem 17. století v Berlíně, kde byl učitelem na gymnáziu, pracoval též jako kaligraf a písař. V roce 1823 se usadil v Praze, kde se stal významnou osobností dílny litografa Bohumila Haase. V letech 1827-1833 se stal partnerem jeho synů a litografická dílna se v této době nazývala Haase & Hennig. Za působení Karla Henniga se nabídka firmy rozšířila o grafické práce vydávané na samostatných listech. V roce 1832 si zřídil na Staroměstském náměstí vlastní litografickou dílnu, i když s tiskárnou B. Haase nadále spolupracoval. Jeho dílna přesídlila do ulice Na Perštýně, č. 309, tento dům koupil ve 40. letech 19. století. Koncem roku 1833 získal koncesi na zřízení vlastní litografické dílny. Bratři Haasové se vzdali koncese na tisk litografií (dávali ve své tiskárně přednost mědirytinám a dřevorytům) a tento provoz přešel do rukou Karla Henniga. Ten vybudoval jednu z nejpřednějších tiskáren v Čechách.
Počátkem 50. let Hennigova dílna trpěla nedostatkem klientů a majitel byl nucen ji prodat bratrům Haasovým.

### Rodinný život
S první manželkou Kateřinou (1806–1853) měl dvě dcery a syna. Ve druhém manželství, s vdovou Hedvikou Truskovou (*1823), která měla syna ze svého prvního manželství, měl syna a dceru; obě děti předčasně zemřely. 

## Dílo
Poté co se vedení kamenotiskárny Bohumila Haaseho ujal Karel Hennig, do nabízeného sortimentu (knižní ilustrace a mapy) zařadil i příležitostné tisky a tisk volné grafiky. Nabídka se tak rozšířila o náboženská témata, veduty, žánrové scény, reprodukce obrazů a portréty. Autoři byli anonymní, u některých děl sám Karl Hennig, případně jiní pražští umělci (např. Jan Gareis starší). V tomto směru pokračoval i po svém osamostatnění.

### Galerie

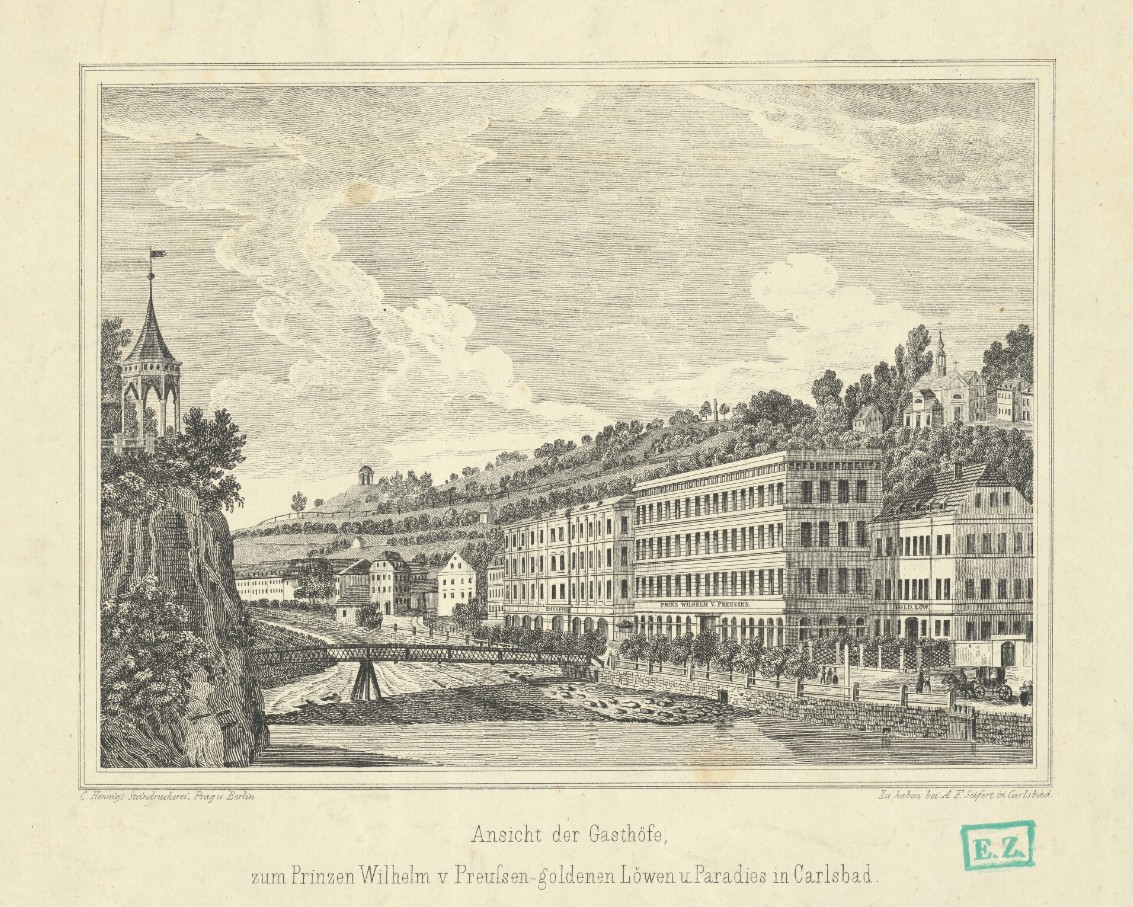
A. F. Seifert, tisk Karl Hennig: Pohled na Karlovy Vary (asi 1850)
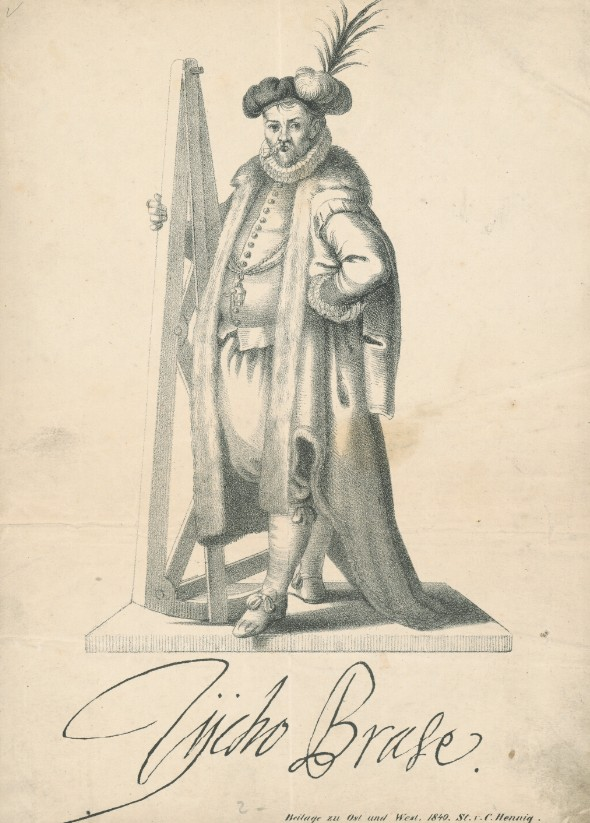
Karl Hennig: Podobizna Tycha de Brahe